# Бисјар
Бисјар (фр. Bussiares) насеље је и општина у североисточној Француској у региону Пикардија, у департману Ен (Пикардија) која припада префектури Шато Тјери.
По подацима из 2011. године у општини је живело 125 становника, а густина насељености је износила 16,89 становника/km². Општина се простире на површини од 7,4 km². Налази се на средњој надморској висини од 150 метара (максималној 203 m, а минималној 79 m).

## Демографија
| 1962. | 1968. | 1975. | 1982. | 1990. | 1999. | 2011. |
| ----- | ----- | ----- | ----- | ----- | ----- | ----- |
| 84    | 89    | 57    | 60    | 75    | 101   | 125   |

График промене броја становника у току последњих година